# Jean François de Guise
Jean François de Guise (* 15. Mai 1970 in Dessau) ist ein deutscher Komponist, Dirigent, Trompeter und Organist. Zurzeit ist er als freischaffender Komponist und Dozent tätig. Konzertreisen führten ihn durch verschiedene Länder Europas, die USA und Japan.

## Leben und Ausbildung
Er begann seine musikalische Ausbildung 1976 mit der Blockflöte. Ab 1977 erhielt er Unterricht auf der Trompete. In den nächsten Jahren kamen die Fächer Musiktheorie, Komposition, Klavier und Orgel sowie das Fach Dirigieren und Gesang hinzu.
De Guise leitet den Volkschor in Reinsdorf (Lutherstadt Wittenberg).

## Werke
Jean Francois de Guise nutzt seit einigen Jahren vorwiegend die erweiterte 12-Ton-Technik. Er verwendet aber auch traditionelle Formen der seriellen Technik. Seine Kompositionen gehören der freitonalen Musik an und können der "New Complexity Music" zugeordnet werden. Seine Kompositionen werden im Lothringer Verlag für Bühne und Musik und im Österreichischen Bühnenverlag Kaiser & Co. veröffentlicht.

## Werkverzeichnis
Ein Verzeichnis seiner Werke findet sich auf seiner Webseite.